# Кноккепотт
Кно́ккепотт (н.-нем. Knockepott — букв. «костный горшок») — немецкий суп, айнтопф родом из западного Мюнстерланда, который обычно готовят в зимнее время. Изначально кноккепотт варили, чтобы утилизировать субпродукты, оставшиеся после забоя свиньи: ножки, уши и хвост. Современные рецепты кноккепотта включают свиную рульку, копыта, говядину, репчатый лук, пряности и немного уксуса. Мясные субпродукты варят, пока мясо не распадётся на отдельные волокна. Кноккепотт едят с хлебом или отварным картофелем.